# クリントン砦とモントゴメリー砦の戦い
クリントン砦とモントゴメリー砦の戦い （英: Battle of Forts Clinton and Montgomery）は、アメリカ独立戦争中の1777年10月6日にニューヨーク州ウェストポイントからさほど離れていないハドソン川沿い高台で起こったアメリカ大陸軍とイギリス軍との戦いであり、サラトガ方面作戦の一部とされる。ヘンリー・クリントン将軍の指揮するイギリス軍がクリントン砦とモントゴメリー砦を占領し、ハドソン川に張られていた船舶止めの鎖を外した。この攻撃の目的はジョン・バーゴイン将軍の指揮するもう一つのイギリス軍とサラトガ近くで対峙するホレイショ・ゲイツ将軍の指揮する大陸軍の矛先を逸らさせようとする陽動行動だった。
2つの砦にはジョージ・クリントン将軍（ニューヨーク邦知事）とジェイムズ・クリントン将軍の兄弟が指揮する約600名の大陸軍兵が守っていた。イズラエル・パットナム将軍の指揮する別働隊が近くのピークスキルにいた。この戦闘は両軍の指揮官がクリントンだったので、「クリントンの戦い」と呼ばれることがある。大陸軍のクリントン兄弟はイギリス軍のクリントンとおそらく関係は無い。イギリス軍のクリントンは幾つかの陽動行動を使ってパットナムを騙し、その部隊を東に撤退させた後、ハドソン川の西岸に2,000名の部隊を上陸させて2つの砦を襲った。
イギリス軍は丘の多い地形を数時間行軍した後、部隊を2つに分けて2つの砦を同時に襲撃させた。モントゴメリー砦へ向かった部隊は小さな野戦砲を持った中隊に行く手を遮られることがあったが、ほぼ同じ時刻に2つの砦を攻撃し、比較的短時間の戦闘で砦を占領した。守備隊の半数以上が戦死、負傷または捕虜となった。イギリス軍はこの勝利に続いて北のキングストンまで軍を進めたが、その後にニューヨーク市に呼び戻された。このイギリス軍の動きはバーゴイン軍を支援するには時期的に遅すぎ、バーゴインは10月17日に降伏した。この戦闘の唯一注目すべき結果は両軍の蒙った損失と、2つの砦がイギリス軍によって破壊されたことだった。

## 背景
ハドソン川流域はアメリカ独立戦争を通じて戦略的に重要な地域であり続けた。この地域を通ってニューイングランドと南部の植民地の間で人と物が移動しており、戦争の後半でイギリス軍がニューイングランドを軍事的支配の標的としなくなってからは特に重要性を増した。1777年6月、ジョン・バーゴイン将軍はケベックから南に下ることで、この重要な地域の支配を目指す行動を起こした。その作戦の初期ではタイコンデロガ砦を落としたが、兵站の困難さに苦しんで、9月半ばにやっとサラトガまで到達しただけだった。バーゴインはニューヨーク市を占領するウィリアム・ハウ将軍のイギリス軍がこの作戦を支援してくれることを期待しており、この2つの軍隊はサラトガから約40マイル (64 km) 南のオールバニで落ち合う予定だった。

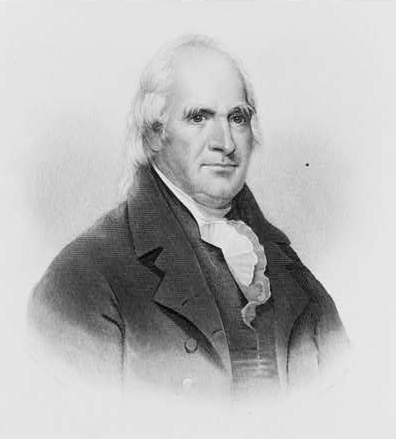
ジョージ・クリントン知事

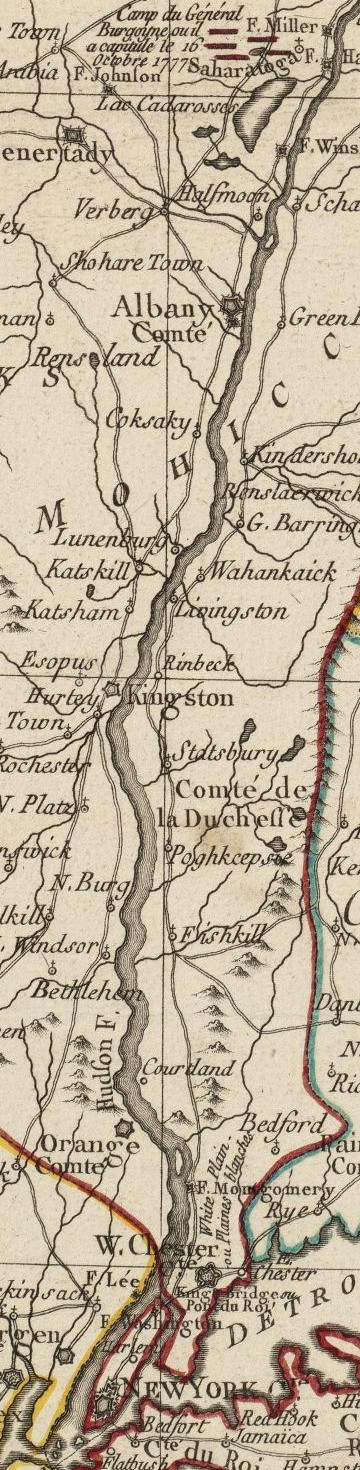
フランスによる1777年のハドソン川流域図。モントゴメリー砦が誤って東岸に描かれている

イギリス本国の植民地担当大臣でこの戦争遂行のための政治家だったジョージ・ジャーメインとハウ将軍の間の明らかに意思疎通を欠いたために、ハウはオールバニではなくフィラデルフィアの占領を目指し、7月にはその軍隊の大半を率いて南に向け船で出港した。その跡のニューヨーク市はヘンリー・クリントンに指揮を任せた。ハウがクリントンに残した指示はニューヨーク市を保持することであり、その目的に沿った場合にのみ攻撃的な作戦を採ることだった。ハウが7月30日にクリントンに与えた指示の中には、援軍が到着する約束があること（この援軍の時期は約束されていなかった）、「バーゴイン将軍がオールバニ近づけるように」行動するよう考慮すべきこと、このときそのような機会があれば「キングスブリッジを確保すること」が含まれていた。ハウがバーゴインに送った手紙は8月3日に届き、フィラデルフィアに向かうことと、クリントンに与えた指示について伝えていた。クリントンは9月12日に手紙を書き（バーゴインはフリーマン農場の戦いが起こった後の9月21日に受け取った）、「2,000名の部隊が貴方を効果的支援できる」ならば、「約10日以内にモントゴメリー（砦）を攻撃する」つもりだと伝えた。

## 大陸軍の防御
ハドソン川流域の高地地域（ウェストポイントの近く）はピークスキルを本拠にするイズラエル・パットナム少将が指揮する大陸軍とニューヨーク民兵隊によって守られていた。ピークスキルから数マイル上流、ポポロペン・クリークがハドソン川に注ぐポポロペン渓谷の直ぐ上流には、イギリス海軍の艦船がハドソン川を遡ることを阻止するために川を横切る鎖が張られていた。この鎖の西端を守っていたのがモントゴメリー砦（リチャード・モントゴメリー将軍に因む命名）であり、南の渓谷を見下ろす位置にあった。やはりハドソン川の西岸で渓谷の南にはクリントン砦（おそらくジェイムズ・クリントン将軍に因む命名）を構築していた。モントゴメリー砦はこの時建設中であり、ジョージ・クリントン将軍が指揮を執り、クリントン砦はその兄であるジェイムズ・クリントン将軍が指揮していた。両砦合わせて守備隊の総勢は約600名だった。
ピークスキルにあった主要宿営地は、イギリス軍が船で行動を起こせば必ずその側を抜ける必要がある場所であり、そこにもおよそ600名が守っていた。3か所の陣地にいる兵士のうち、約1,000名は大陸軍正規兵であり、残りは短期徴兵のニューヨーク民兵だった。パットナムの部隊は元々もっと大きな軍勢だったが、ジョージ・ワシントン将軍がハウ軍に対するワシントン軍自隊の防衛と、バーゴイン軍に対するゲイツ軍の防衛のためにパットナム部隊の一部を割くよう命じており、さらにハウの動きが分かった時点で地元民兵隊の多くの兵士を解任していた。パットナムは9月29日にニューヨークに輸送船が着いたという情報を得て、クリントン知事に援助を要請する手紙を送り、クリントンは即座にキングストンから南に下って砦の指揮に就いた。

## イギリス軍の動き
9月半ば（ヘンリー・クリントンがバーゴインに手紙を書いた頃）、クリントンの下にはニューヨーク市を守るために約7,000名の兵士がいたが、その中には訓練が行き届かない約3,000名のロイヤリストも入っていた。バーゴインに送った手紙には、予想される援軍が間に合って到着すれば10日以内にハドソン川を遡ってバーゴイン軍の支援に向かえるという予測に基づく文面があった。9月29日（フリーマン農場の戦い後）、クリントンはバーゴインからの返書を受領したが、その内容は下記のようにクリントンが約束した行動の実行を懇願するものだった。
9月末までにニューヨークに到着した艦隊からさらに1,700名の兵士が上陸した。10月3日、クリントンは3隻のフリゲート艦と多くの小さな艦艇に3,000名を乗せてハドソン川を遡り始めた。翌日、パットナムの部隊をピークスキルから誘い出す陽動行動としてタリータウン近くで幾らかの部隊を上陸させた。この部隊はその辺りを歩き回った後に再び艦船に乗り、さらに北に向かった。続いて10月5日にはピークスキルの南3マイル (4.8 km) にあるバープランクス・ポイントで同じような陽動行動を行った。そこでは防御のお粗末な大陸軍前進基地を排除した。この陽動行動が完全にパットナムを騙すことになり、パットナムは東部の高台に軍勢を引き、ハドソン川の対岸に援軍を要請する伝言を送った。
クリントンはこの最後の行動から間もなく、バーゴインからの伝言を受け取った。その中には、クリントン軍が支援のためにオールバニに到着する可能性に基づいて、バーゴインが前進すべきか退却すべきか明白に指示を仰いでいた。バーゴインは10月12日までに返事を受け取らなければ、撤退を強いられることになると記していた。クリントンの返書は10月7日まで書かれず、明らかに形式的な返事で、要請された陽動行動をとることと、オールバニには行けそうにないことを伝え、「バーゴインがクリントンの上官なので、クリントンからバーゴイン将軍に命令を伝えることは考えられない」と付け加えていた。クリントンにとって幸運だったことに、この手紙の写し3通はどれもバーゴインの元に届かなかった。伝令の全てが途中で捕まった。

## 戦闘

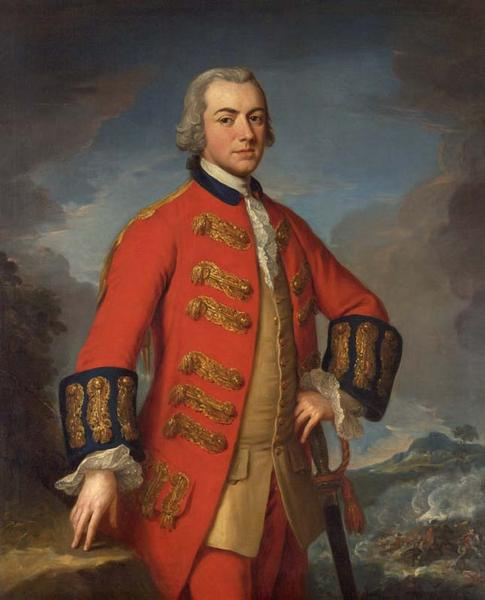
ヘンリー・クリントン将軍

10月6日の朝は霧が掛かっていた。ヘンリー・クリントンはハドソン川の西岸ストーニー・ポイントで2,100名を上陸させ、ロイヤリストの道案内で「ティンプ」と呼ばれる高台に上った。そこから反対側のドゥードルタウンと呼ばれる場所に降りると、クリントン知事が派遣していた偵察部隊に遭遇した。その部隊は短時間の銃火を交わした後にクリントン砦の方向に退却した。ヘンリー・クリントンはその後に2つの砦を取るために部隊を2つの攻撃隊に分けた。キャンベル中佐の率いる約900名は第52および第57連隊、ドイツ人傭兵の猟騎兵分遣隊、およびビバリー・ロビンソンが指揮する400名のロイヤリストで構成され、モントゴメリー砦に向かう谷回りの7マイル (11 km) の道を進み、一方ヘンリー・クリントンは残る1,200名と共にドゥードルタウンで暫く待機して、時間の掛かるキャンベル隊と同時に両砦に攻撃を始められるような時刻に、クリントン砦への道を進んだ。
クリントン知事は最初の小競り合いのことを知らされ、即座にパットナムに援軍を要求する伝令を送った。その伝令を送り出してから直ぐ後に斥候からヘンリー・クリントンの部隊が2つに分かれたことを知らされた。その兄のジェイムズ・クリントンは援軍を待ちながら（ヘンリー・クリントンの陽動行動のために援軍は来なかった）、クリントン砦の兵士100名をドゥードルタウン方向に派遣し、モントゴメリー砦の別部隊をキャンペル隊に対抗させるために派遣した。

### モントゴメリー砦
モントゴメリー砦からの派遣部隊は約100名であり、ジョン・ラムが指揮する小さな大砲1門も含まれていた。この部隊は砦から約1マイル (1.6 km) の地点に防衛的な陣地を敷き、キャンベルの疲れた部隊と戦った。この部隊は結局撤退を強いられたが、野戦砲をイギリス軍に渡してしまう前に砲架を釘止めすることができた。砦の近くで今度は12ポンド砲に支えられて再度抵抗し、このときも後退した（大砲はこのときも釘止めされた）。この頑固な抵抗のためにキャンベルは日没前1時間ほどになってやっと配置につくことができた（ドゥードルタウンを出発したのは午前10時ころだった）。クリントン知事は降伏する機会を与えられたがこれを拒否し、戦闘が始められた。

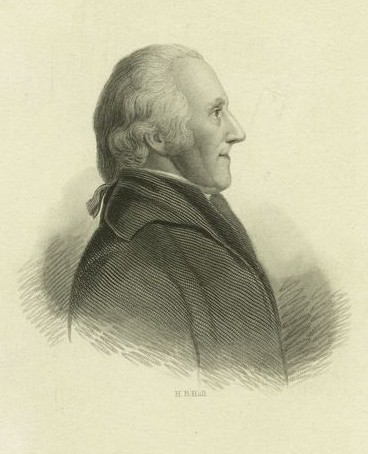
ジェイムズ・クリントン将軍、H・B・ホールの版画

キャンベルはロイヤリストを左翼に、ドイツ人傭兵を中央に、イギリス正規兵連隊を右翼に配置した。活発な防御があり、キャンベル中佐が戦死までしたが、イギリス軍は砦に突入した。そこではキャンベルや他の士官が失われた報復として虐殺に近い状態になった。ジェイムズ・クリントンは危うく銃剣で殺されそうになったが、その命令簿が銃剣の切っ先を逸らさせて助かった。ジェイムズ・クリントンと砦守備隊の一部は砦の北にある森の中に逃亡した。

### クリントン砦
クリントン砦への主たる進軍路は小さな湖と川の間の幅400ヤード (360 m) の狭い帯状の土地を通るものであり、砦は大砲で防御されている上に、クリントン知事が逆茂木を置かせてイギリス軍の前進を阻んでいた。ヘンリー・クリントンは第63歩兵連隊に湖を回り込ませて北西方向から砦の攻撃に向かわせ、まず第7および第28連隊の軽歩兵中隊とノイアンスパッハの擲弾兵中隊を砦の主要工作物に向かわせ、その後を第26歩兵連隊と第17竜騎兵連隊の分遣隊さらには残っていたイギリス兵とドイツ兵中隊に追わせた。モントゴメリー砦と同様に砦の守備隊は最終的に征服された。しかし降伏した者達は北側の砦で起こったような残虐行為の餌食にはならなかった。クリントン将軍を含め多くの守備兵は川の土手を下って我先に争って逃げ出し、そこで砲艦が救出して対岸の安全地帯に渡した。

## 戦いの後
イギリス軍の損失は戦死41名、負傷142名だった。大陸軍の方は26名の士官と237名の兵士が捕獲され、約75名が戦死または負傷となったが、この数字は捕獲された負傷兵を除いたものだった。その大半はクリントン砦の守備兵だった。大陸軍はその地域にあった多くの舟艇が逆風のために上流へ逃げることが適わなかったために破壊せざるを得なかった。翌日ヘンリー・クリントンはウェストポイントの対岸にあった小さな前進基地であるコンスティチューション砦に小分遣隊を派遣し、その降伏を要求した。そこの少数の守備隊は当初降伏を拒否したが、10月8日には大部隊の攻撃側の面前で砦から退却した。
クリントン知事とパットナム将軍は次の行動について作戦を練った。クリントン知事は西岸の部隊と共にイギリス軍による上流への攻撃から守るために北に移動し、パットナムは東岸への攻撃に対する防衛を図ることとした。

## その後のイギリス軍の行動
この戦闘の後、イギリス軍のジェイムズ・ウォレス大尉は大陸軍が仕掛けた川の障害物の撤去を始めた。10月13日までにハドソン川の北、エソパスまで障害物が無くなったことを報告できた。ヘンリー・クリントンはその時までに病気のためにニューヨークに戻っており、ジョン・ボーン将軍に砦の指揮を任せた。援軍を乗せた輸送船を北に送ることが遅れたために、ボーンと1,700名の兵士を乗せた小船隊が出発したのは10月15日になってからであり、ヘンリー・クリントンからはハドソン川を遡り、バーゴイン将軍の動きを探ってその作戦を支援すること」という命令が出ていた。この部隊はその夜エソパス近くで停泊した。この動きがサラトガで進行していた降伏交渉を加速させたという考え方がある。馬を使った通信であってもその速度が鈍いために、ゲイツ将軍が10月17日に降伏条件で合意を得るまでにこの動きを知りえた可能性は低い。バーンの部隊は翌日にエソパスの町を焼き、さらに北に進んで著名なパトリオット一族の本拠地であるリビングストン荘園を襲撃した。この艦隊は東岸のパットナム隊によって追跡されていた。パットナム隊はコネチカットからの民兵隊が加わってかなり増強されており、ボーン隊に十分な威嚇を与えたので、ボーンは舟艇に引き上げることになった。

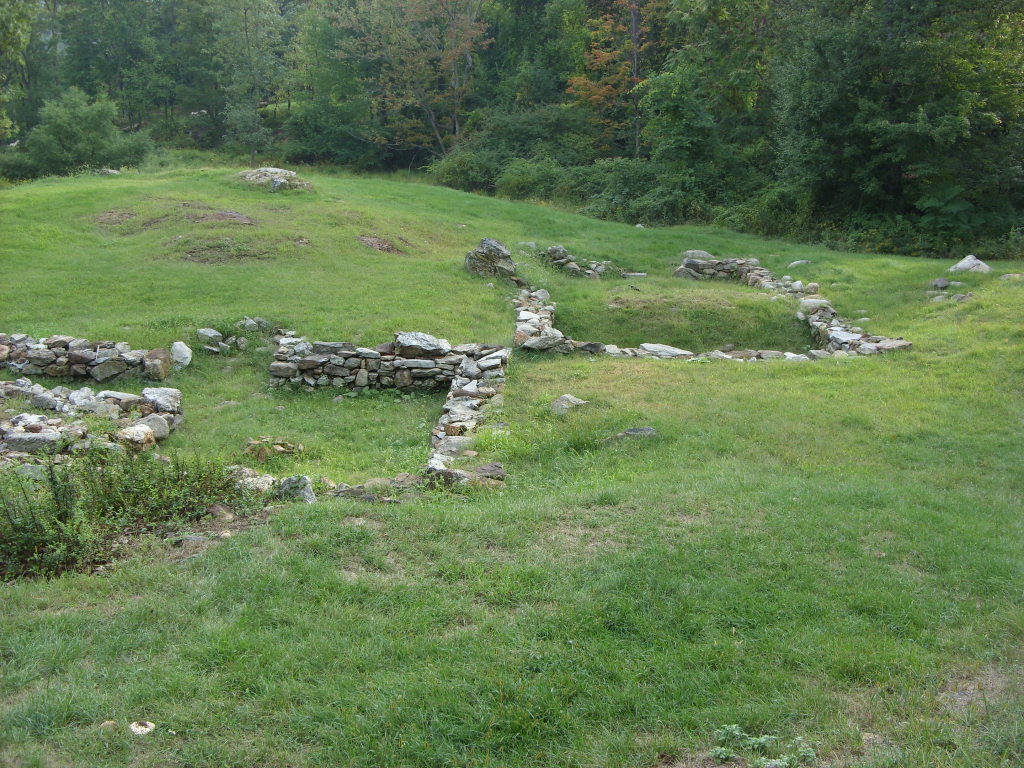
モントゴメリー砦の遺構、2007年撮影

10月17日、ヘンリー・クリントンはハウ将軍から3,000名の援軍要請を受け取った。おそらくワシントン軍がジャーマンタウンを攻撃して失敗した後、フィラデルフィア占領を支援するために要請された。ニューヨークの守備軍は既にハドソン川侵攻で手薄になっていたので、クリントンはボーンと2つの砦の守備隊を呼び戻した。砦は破壊され、守備兵は10月26日に砦を明け渡した。

## 遺産
クリントン砦のあった場所は大半が撤去されてアメリカ国道9号線西と1924年に完工したベアマウンテン橋を造るために使われた。残された所はベア・マウンテン州立公園の範囲内に保存されている。その公園にはドゥードルタウンのゴーストタウンも入っている。モントゴメリー砦は1972年にアメリカ合衆国国定歴史建造物に指定され、またアメリカ合衆国国家歴史登録財にも指定された。現在はモントゴメリー砦州立歴史史跡となっている。